# Mahmud Kérimov
 (janvier 2023).
La mise en forme du texte ne suit pas les recommandations de Wikipédia : il faut le « wikifier ».
Les points d'amélioration suivants sont les cas les plus fréquents :
- Les titres sont pré-formatés par le logiciel. Ils ne sont ni en capitales, ni en gras.
- Le texte ne doit pas être écrit en capitales (les noms de famille non plus), ni en gras, ni en italique, ni en « petit »…
- Le gras n'est utilisé que pour surligner le titre de l'article dans l'introduction, une seule fois.
- L'italique est rarement utilisé : mots en langue étrangère, titres d'œuvres, noms de bateaux, etc.
- Les citations ne sont pas en italique mais en corps de texte normal. Elles sont entourées par des guillemets français : « et ».
- Les listes à puces sont à éviter, des paragraphes rédigés étant largement préférés. Les tableaux sont à réserver à la présentation de données structurées (résultats, etc.).
- Les appels de note de bas de page (petits chiffres en exposant, introduits par l'outil «  Source ») sont à placer entre la fin de phrase et le point final[comme ça].
- Les liens internes (vers d'autres articles de Wikipédia) sont à choisir avec parcimonie. Créez des liens vers des articles approfondissant le sujet. Les termes génériques sans rapport avec le sujet sont à éviter, ainsi que les répétitions de liens vers un même terme.
- Les liens externes sont à placer uniquement dans une section « Liens externes », à la fin de l'article. Ces liens sont à choisir avec parcimonie suivant les règles définies. Si un lien sert de source à l'article, son insertion dans le texte est à faire par les notes de bas de page.
- La présentation des références doit suivre les conventions bibliographiques. Il est recommandé d'utiliser les modèles {{Ouvrage}}, {{Chapitre}}, {{Article}}, {{Lien web}} et/ou {{Bibliographie}}. Le mode d'édition visuel peut mettre en forme automatiquement les références.
- Insérer une infobox (cadre d'informations à droite) n'est pas obligatoire pour parachever la mise en page.

Pour une aide détaillée, merci de consulter Aide:Wikification.
Si vous pensez que ces points ont été résolus, vous pouvez retirer ce bandeau et améliorer la mise en forme d'un autre article.
 (juin 2022).
Mahmud Kérimov (en azéri : Mahmud Kərim oğlu Kərimov), né le 18 octobre 1948 à Erevan et mort le 10 février 2013 à Ankara, est un docteur en sciences physiques et mathématiques, académicien, président de l'Académie nationale des sciences d'Azerbaïdjan (2001-2013).

## Parcours professionnel
Diplômé de la Faculté de Physique de l'université d'État d'Azerbaïdjan Mahmud Kérimov soutient sa thèse de doctorat sur la spécialité physique des semi-conducteurs et diélectriques (1er avril 10). En 2001, il est élu membre à part entière de l'Académie nationale des sciences d'Azerbaïdjan.
Mahmud Kérimov présidait également le conseil d'administration du Conseil de coordination des Azerbaïdjanais du monde. Le rôle de M. Kérimov est important dans l'enrichissement des domaines de la physique des rayonnements et de l'informatique avec de nouvelles connaissances, l'orientation principale de ses recherches scientifiques était liée à la physique des diélectriques. Ses recherches dans le domaine de la radioécologie et de la science des matériaux radioactifs sont considérables. Le secteur de la recherche sur les rayonnements, qu'il a longtemps dirigé, est l'un des plus prestigieux de l'Académie et est reconnu comme une institution scientifique respectée sur la scène internationale.

## Recherches scientifiques
En coopération avec l'Agence internationale de l'énergie atomique, Kérimov assurait la participation active des scientifiques du pays à plusieurs projets de recherche sur les rayonnements. Il était membre des commissions de la CEI et des pays turcophones sur l'utilisation pacifique de l'énergie nucléaire.
Les résultats des recherches de l'académicien M. Kérimov se reflètent dans environ 200 ouvrages scientifiques publiés en Azerbaïdjan et également à l'étranger. Ses innovations scientifiques ont reçu de nombreux brevets et certificats de droits d'auteur.

## Ses conquêtes en physique
Des convertisseurs d'informations moléculaires, des processus électroniques et moléculaires élémentaires se produisant sous l'influence d'un champ électrique intense dans des systèmes de haut poids moléculaire sont étudiés, et le contrôle par champ électrique des propriétés des matériaux, de la mémoire de l'information et des mécanismes de transformation de macromolécules est effectué grâce à M. Kérimov.
L'académicien Mahmud Kérimov reçoit l'Ordre de Chohrat pour remercier ses services liés au développement de la science azerbaïdjanaise.